# Хоуп-Джонстон, Патрик, 11-й граф Аннандейл и Хартфелл
Патрик Эндрю Вентворт Хоуп-Джонстон, 11-й граф Аннандейл и Хартфелл (англ. Patrick Andrew Wentworth Hope-Johnstone, 11th Earl of Annandale and Hartfell; род. 19 апреля 1941) — шотландский пэр. Он сменил своего отца на посту главы клана Джонстон в 1983 году, и его притязания на графский титул были признаны три года спустя. Член Лондонского Ллойда с 1976 по 2004 год, он принимал участие в местном самоуправлении и благотворительной деятельности в Дамфрисе.

## Семья
Родился 19 апреля 1941 года. Единственный сын майора Перси Вентворта Хоупа-Джонстона, де-юре 10-го графа Аннандейла и Хатфелла (1909—1983), и его второй жены Маргарет Хантер-Арунделл (1910—1998). Он получил образование в школе Стоу и в Королевском сельскохозяйственном колледже в Сайренсестере.
23 августа 1969 года он женился на Сьюзен, дочери полковника Уолтера Джона Макдональда Росса, от которой у него есть сын и дочь:
- Дэвид Патрик Вентворт Хоуп-Джонстон, лорд Джонстон (род. 13 октября 1971), в 2001 году женился (развод в 2020) на Пенелопе Макмиллан, от брака с которой у него были сын и дочь. У него также есть сын (род. 2019) со своей новой партнершей Сарой Шерлок.
- Леди Джулия Клэр Хоуп-Джонстон (род. 1974), замужем за Эндрю Линдси Кертисом Барнардом и имеет трех детей.

5 апреля 1983 года он сменил своего отца на посту главы клана Джонстон, наследственного стюарда Аннандейла и наследственного хранителя замка Лохмабен. Патрик Хоуп-Джонстон продолжал преследовать семейные претензии на графство Аннандейл и Хартфелл, его отец был наследником старшей дочери второго графа. Предыдущие претензии, основанные на патенте 1661 года, были отклонены, поскольку их остаток охватывал только наследников мужского пола; однако Хоуп-Джонстон смог создать королевскую хартию 1662 года, которая расширила остаток. Это было признано Комитетом по привилегиям как самостоятельное создание графства, он был вызван в Палату лордов в 1986 году как граф Аннандейл и Хартфелл. Титул, предоставленный в соответствии с патентом 1661 года, остается вакантным по состоянию на 2017 год.

## Карьера
Патрик Хоуп-Джонстон работал в различных комитетах совета графства Дамфрис с 1970 по 1975 год. С 1974 по 1986 год он был членом регионального совета Дамфриса и Галлоуэя. С 1984 по 1986 год он работал в Шотландском консультативном совете по оценке при государственном секретаре Шотландии. В 1987 году он был назначен заместителем лейтенанта Дамфриса, а в 1992 году стал вице-лордом-лейтенантом Дамфриса.
С 1976 по 2004 год он был андеррайтером лондонского Lloyd’s. С 1985 по 1988 год он был директором агентства Bowrings Members, а затем его преемника Мюррея Лоуренса до 1992 года.
Патрик Хоуп-Джонстон заседал в Совете по очистке реки Солуэй с 1970 по 1986 год. С 1981 по 1984 год он был председателем Королевского шотландского лесного общества, а в 1983 году был назначен в Совет по рыболовству Аннана. С 1984 по 1988 год он возглавлял Королевский юбилейный траст и траст принца Дамфриса и Галлоуэя.